# Сборная Мали по футболу
Сборная Мали по футболу представляет Мали на международных футбольных турнирах и в товарищеских матчах. Мали ни разу не участвовала в финальной стадии чемпионата мира. Более того, несмотря на то, что национальная федерация Мали была зарегистрирована ещё в 1962 году, до 2000 года команда не участвовала даже в отборочном этапе.
9 раз принимала участие в Кубке африканских наций: в 1972 году малийцы заняли второе место, а в 2012 и 2013 годах были третьими. Была участницей Олимпийских игр 2004 года в Афинах (поражение в 1/4 финала в дополнительное время от итальянцев).
На Кубке африканских наций 2010 года в Анголе команда сыграла вничью со сборной хозяев, проигрывая к 78-й минуте 0:4. Последний гол был забит в игре за 15 секунд до конца.
Рекордсменом сборной как по количеству матчей, так и по количеству забитых голов является полузащитник Сейду Кейта, известный по выступлениям за «Ланс», «Севилью», «Барселону», «Валенсию», «Рому».

## Участие Мали в турнирах

### Чемпионат мира
- 1930 — 1962 — не принимала участия
- 1966 — отказалась от участия
- 1970 — 1990 — не принимала участия
- 1994 — 1998 — отказалась от участия
- 2002 — 2022 — не прошла квалификацию

### Кубок Африки
- 1957 — 1963 — не принимала участия
- 1965 — 1970 — не прошла квалификацию
- 1972 — 2-е место
- 1974 — не прошла квалификацию
- 1976 — не прошла квалификацию
- 1978 — дисквалифицирована
- 1980 — не принимала участия
- 1982 — не прошла квалификацию
- 1984 — не прошла квалификацию
- 1986 — не прошла квалификацию
- 1988 — отказалась от участия
- 1990 — не прошла квалификацию
- 1992 — не прошла квалификацию
- 1994 — 4-е место
- 1996 — не прошла квалификацию
- 1998 — не прошла квалификацию
- 2000 — не прошла квалификацию
- 2002 — 4-е место
- 2004 — 4-е место
- 2006 — не прошла квалификацию
- 2008 — групповой турнир
- 2010 — групповой турнир
- 2012 — 3-е место
- 2013 — 3-е место
- 2015 — групповой турнир
- 2017 — групповой турнир
- 2019 — 1/8 финала
- 2021 — 1/8 финала
- 2023 — 1/4 финала

## Состав
Следующие игроки были вызваны в состав сборной главным тренером Мохаммедом Магассуба для участия в матчах отборочного турнира чемпионата мира 2022 против сборной Кении (7 и 10 октября 2021).
Игры и голы приведены по состоянию на 10 октября 2021 года:
|  | Вр  | Джиги Диарра     | 27 февраля 1995 (30 лет)  | 48 | 0 | Янг Африканс       |  |  |
|  | Вр  | Ибраим Мункоро   | 23 февраля 1990 (35 лет)  | 7  | 0 | ТП Мазембе         |  |  |
|  | Вр  | Мохамед Ниаре    | 1 октября 1995 (29 лет)   | 0  | 0 | Женерасьон Фут     |  |  |
|  |     |                  |                           |    |   |                    |  |  |
|  | Защ | Амари Траоре     | 27 января 1992 (33 года)  | 34 | 1 | Ренн               |  |  |
|  | Защ | Мамаду Фофана    | 21 января 1998 (27 лет)   | 21 | 2 | Амьен              |  |  |
|  | Защ | Фалайе Сако      | 1 мая 1995 (30 лет)       | 18 | 1 | Витория Гимарайнш  |  |  |
|  | Защ | Бубакар Куяте    | 15 апреля 1997 (28 лет)   | 9  | 0 | Мец                |  |  |
|  | Защ | Сиака Багайоко   | 24 июля 1998 (26 лет)     | 7  | 1 | Минай              |  |  |
|  | Защ | Массадио Айдара  | 2 декабря 1992 (32 года)  | 7  | 0 | Ланс               |  |  |
|  | Защ | Шарль Траоре     | 1 января 1992 (33 года)   | 6  | 0 | Нант               |  |  |
|  | Защ | Сену Кулибали    | 4 сентября 1994 (30 лет)  | 2  | 0 | Дижон              |  |  |
|  | Защ | Мусса Сиссако    | 10 ноября 2000 (24 года)  | 1  | 0 | Стандард Льеж      |  |  |
|  |     |                  |                           |    |   |                    |  |  |
|  | ПЗ  | Адама М. Траоре  | 28 мая 1995 (30 лет)      | 39 | 8 | Шериф Тирасполь    |  |  |
|  | ПЗ  | Мусса Думбия     | 15 августа 1994 (30 лет)  | 28 | 5 | Реймс              |  |  |
|  | ПЗ  | Лассана Кулибали | 10 апреля 1996 (29 лет)   | 26 | 0 | Салернитана        |  |  |
|  | ПЗ  | Адама Н. Траоре  | 28 мая 1995 (30 лет)      | 21 | 3 | Хатайспор          |  |  |
|  | ПЗ  | Мусса Дженепо    | 15 июня 1998 (27 лет)     | 20 | 2 | Саутгемптон        |  |  |
|  | ПЗ  | Амаду Айдара     | 31 января 1998 (27 лет)   | 20 | 2 | РБ Лейпциг         |  |  |
|  | ПЗ  | Диади Самассеку  | 11 января 1996 (29 лет)   | 19 | 1 | Хоффенхайм         |  |  |
|  | ПЗ  | Алиу Дьенг       | 16 октября 1997 (27 лет)  | 16 | 1 | Аль-Ахли Каир      |  |  |
|  | ПЗ  | Мусса Киабу      | 18 апреля 1998 (27 лет)   | 9  | 0 | Шериф Тирасполь    |  |  |
|  | ПЗ  | Роминиг Куаме    | 17 декабря 1996 (28 лет)  | 9  | 0 | Труа               |  |  |
|  | ПЗ  | Шейк Дукуре      | 8 января 2000 (25 лет)    | 8  | 0 | Ланс               |  |  |
|  | ПЗ  | Мохамед Камара   | 6 января 2000 (25 лет)    | 6  | 1 | Ред Булл Зальцбург |  |  |
|  |     |                  |                           |    |   |                    |  |  |
|  | Нап | Калифа Кулибали  | 21 августа 1991 (33 года) | 23 | 2 | Нант               |  |  |
|  | Нап | Эль-Билаль Туре  | 3 октября 1996 (28 лет)   | 7  | 2 | Реймс              |  |  |
|  | Нап | Ибраима Коне     | 16 июня 1999 (26 лет)     | 5  | 7 | Сарпсборг 08       |  |  |
|  | Нап | Лассине Синайоко | 8 декабря 1999 (25 лет)   | 2  | 0 | Осер               |  |  |
|  | Нап | Кевен Зои        | 18 августа 1997 (27 лет)  | 1  | 0 | Визела             |  |  |